# Előszékesegyház
A pro-katedrális vagy prokatedrális olyan plébániatemplom, amely ideiglenesen egy egyházmegye székesegyházaként vagy társszékesegyházaként szolgál, vagy olyan templom, amely ugyanazt a funkciót tölti be egy katolikus missziós joghatóság (például apostoli prefektúra vagy apostoli közigazgatás) alatt, amely ennek ellenére mégsem jogosult egy megfelelő katedrálisra. A pro-katedrális különbözik a proto-katedrálistól, amelyet a római katolikus egyház egy korábbi katedrálisra utal, amely jellemzően a püspöki szék másik (általában új) székesegyházba való áthelyezéséből származik, ugyanabban vagy egy másik városban. Tágabb összefüggésben a „proto-katedrális” kifejezés utalhat egy olyan templomra, amelyet egy püspök használt egy katedrális (vagy pro-katedrális) kijelölése előtt.

## Fordítás
Ez a szócikk részben vagy egészben  a   Pro-cathedral című angol Wikipédia-szócikk ezen változatának fordításán alapul.  Az eredeti cikk szerkesztőit annak laptörténete sorolja fel. Ez a jelzés csupán a megfogalmazás eredetét és a szerzői jogokat jelzi, nem szolgál a cikkben szereplő információk forrásmegjelöléseként.